# Peachtree Road
| 전문가 평가          | 전문가 평가 |
| 총 점수              | 총 점수     |
| 출처                 | 점수        |
| -------------------- | ----------- |
| 메타크리틱           | 70/100      |
| 평가 점수            |             |
| 출처                 | 점수        |
| AllMusic             | [ 2 ]       |
| Entertainment Weekly | (B-)        |
| Los Angeles Times    | [ 4 ]       |

《Peachtree Road》는 영국의 음악가 엘튼 존이 2004년에 발매한 스물아홉 번째 스튜디오 음반이다. 존의 네 집 중 한 채가 있는 애틀랜타의 피치트리 가의 북쪽 지역인 피치트리 로드의 이름을 딴 것이다.

## 음반 커버
앞면 커버의 음반 아트는 런던의 사진작가 샘 테일러존슨이 촬영한 더글러스빌 근교의 철도 건널목 사진이다. 그녀는 그에게 선물할 사진을 몇 장 골랐고, 존은 최종 선택을 했다. 이 사진의 다른 사진들은 앨범 커버의 뒷면과 포함된 CD와 SACD 책자에 수록했다.

## 데뷔 퍼포먼스
이 음반의 곡들은 11월 초 애틀랜타의 타버나클에서 데뷔했다. 존 또한 2005년 11월 컨트리 음악 협회상에서 TV로 생중계된 매디슨 스퀘어 가든에서 〈Turn the Light Out When You Leave〉로 돌리 파튼과 듀엣으로 공연했다.

## 곡 목록
모든 곡들은 엘튼 존과 버니 토핀에 의해 작사/작곡하였다.
| #   | 제목                                   | 재생 시간 |
| --- | -------------------------------------- | --------- |
| 1.  | 〈Weight of the World〉                | 3:58      |
| 2.  | 〈Porch Swing in Tupelo〉              | 4:38      |
| 3.  | 〈Answer in the Sky〉                  | 4:03      |
| 4.  | 〈Turn the Lights Out When You Leave〉 | 5:02      |
| 5.  | 〈My Elusive Drug〉                    | 4:12      |
| 6.  | 〈They Call Her the Cat〉              | 4:27      |
| 7.  | 〈Freaks in Love〉                     | 4:32      |
| 8.  | 〈All That I'm Allowed〉               | 4:52      |
| 9.  | 〈I Stop and I Breathe〉               | 3:39      |
| 10. | 〈Too Many Tears〉                     | 4:14      |
| 11. | 〈It's Getting Dark in Here〉          | 3:50      |
| 12. | 〈I Can't Keep This from You〉         | 4:34      |